# Fumio Karashima
Fumio Karashima (japanisch 辛島 文雄, Karashima Fumio; * 9. März 1948 in der Präfektur Ōita; † 24. Februar 2017 in Tokio) war ein japanischer Jazzpianist.

## Leben und Karriere
Karashima begann im Alter von drei Jahren Klavier zu spielen. Sein Vater lehrte Musik an der Universität Kyūshū; Karashima besuchte dieselbe Universität. Er blieb 1973 in New York und kehrte im nächsten Jahr nach Japan zurück. 1975 trat er in die Band des Schlagzeugers George Otsuka ein. Im Jahr 1980 trat er der Jazz Machine von Elvin Jones bei, der er fünf Jahre lang angehörte und mit der er Tourneen in Europa und den Vereinigten Staaten unternahm. Danach arbeitete er vorrangig als Solo-Pianist, leitete aber von 1988 bis 1991 auch ein Quintett. In den 1990er Jahren war er häufig international auf Tournee. Seine Interpretation von Gershwins Rhapsody in Blue mit einem Ensemble unter Leitung von Yosuke Yamashita wurde weit beachtet.
2003 wurde er mit dem Nanri Fumio Award ausgezeichnet. Seit 2005 trat er krankheitsbedingt nicht mehr auf. Karashima starb am 24. Februar 2017 an den Folgen einer Krebserkrankung.

## Diskographie
Ein Sternchen (*) nach dem Jahr zeigt das Jahr der Herausgabe an.
Als Leiter/Co-Leader:
| Aufnahme- jahr | Titel               | Musiklabel            | Bemerkungen |
| -------------- | ------------------- | --------------------- | --- |
| 1975           | Piranha             | Whynot                | Trio mit Isao Suzuki (Bass) und Jimmy Hopps (Schlagzeug)                                                                |
| 1977           | Landscape           | Whynot                | Trio mit George Mraz (Bass) und Motohiko Hino (Schlagzeug)                                                              |
| 1977           | Gathering           | Three Blind Mice      | Trio mit Isao Suzuki (Bass) und George Otsuka (Schlagzeug) (ein Song Soloklavier)                                       |
| 1978           | Moonflower          | Absord                | Trio mit Andy McCloud (Bass) und Elvin Jones (Schlagzeug)                                                               |
| 1978           | Hot Islands         | Absord                | Quartett mit Mabumi Yamaguchi (Saxophon), Miroslav Vitous (Bass) und George Otsuka (Schlagzeug)                         |
| 1980           | Sho                 | Absord                | Trio mit Nobuyoshi Ino (Bass) und George Otsuka (Schlagzeug)                                                            |
| 1981           | A Child in the Wind | Absord                | Trio mit Richard Davis (Bass) und George Otsuka (Schlagzeug)                                                            |
| 1982           | Elegant Evening     | Absord                | Trio mit Ikuo Sakurai (Bass) und Motohiko Hino (Schlagzeug)                                                             |
| 1983           | Round Midnight      | Absord                | Quartett mit Larry Coryell (Gitarre), Ikuo Sakurai (Bass) und Motohiko Hino (Schlagzeug)                                |
| 1999*          | Rencontre           | Emarcy, Polydor Japan | Duett mit Toots Thielemans                                                                                              |
| 2010*          | E.J. Blues          | Pit Inn               | Quartett mit Masanori Okazaki (Saxophon), Ryu Kawamura (Bass) und Takeo Moriyama (Schlagzeug)                           |
| 2001           | The Elysian Air     | VideoArts             | Trio mit Yosuke Inoue (Bass) und Shingo Okudaira (Schlagzeug)                                                           |
| 2002           | Grand New Touch     | VideoArts             | Duett mit Kei Akagi (Klavier)                                                                                           |
| 2003           | It’s Just Beginning | VideoArts             | Trio mit Yosuke Inoue (Bass) und Shingo Okudaira (Schlagzeug)                                                           |
| 2005           | Great Time          | VideoArts             | Trio mit Drew Gress (Bass) und Jack DeJohnette (Schlagzeug)                                                             |
| 2008           | Moon River          | VideoArts             | Soloklavier |
| 2012*          | Summertime          | Pit Inn               | Quintett mit Atsushi Ikeda (Saxophon), Masanori Okazaki (Saxophon), Satsuki Kusui (Bass), Nobuyuki Komatsu (Schlagzeug) |
| 2014*          | A Time for Love     | Pit Inn               | Trio mit Satsuki Kusui (Bass), Nobuyuki Komatsu (Schlagzeug)                                                            |
| 2015*          | Everything I Love   | Pit Inn               | Soloklavier |